# حسين محمد السعد
حسين محمد السعد هو حقوقي وسياسي عراقي سابق.
نشرت صحيفة الزمان الصادرة في 18 تموز 1958، أي بعد 4 أيام من الإطاحة بالحكم الملكي نقله من منصب متصرف لواء العمارة (أي المحافظ) للعمل في متصرفية لواء الدليم.
شغل منصب وزير العدل في شهر أيلول من عام 1965 في وزارة عارف عبد الرزاق.